# Акапа
Ака́па (абх. Акаҧа), с 1944 до 1990-х (и в настоящее время в Грузии) — Оди́ши (груз. ოდიში) — село в Абхазии, в Сухумском районе частично признанной Республики Абхазия, согласно административному делению Грузии — в Сухумском муниципалитете Абхазской Автономной Республики, к северу от города Сухума, в 14 км от центральной трассы.

## История
Название Акапа произошло от фамилии Акаба, представители которой проживали в селе. После переселения абхазов из Акапы в 1881 году греками был образован посёлок Константиновское, по имени Великого русского князя Константина. В начале XX века село было одним из крупных в Абхазии, в котором насчитывалось 200 дворов. В 1944 году село Константиновка было переименовано в грузинское наименование Одиши. В 1949 г. греческое население села насильственным образом было выслано в Казахстан. Во второй половине 1950-х годов частично вернулось обратно. В 1990-е годы правительством Республики Абхазия было возвращено старое название Акапа. По законам Грузии продолжает именоваться Одиши.

## Население
По данным 1959 года в селе Одиши (Акапа) жило 612 человек, в основном греки (в Одишском сельсовете в целом — 2314 человек, в основном грузины и греки). В 1989 году в селе Одиши (Акапа) проживало 638 человек, в основном греки, а также грузины.
По данным переписи 2011 года численность населения сельского поселения (сельской администрации) Акапа составила 37 жителей, из них 32,4 % — абхазы (12 человек), 29,7 % — русские (11 человек), 18,9 % — греки (7 человек), 8,1 % — грузины (3 человека), 2,7 % — армяне (1 человек), 8,1 % — другие национальности (3 человека).